# Николија
Николија је женско лично име. Највише га има у Србији и Босни и Херцеговини.

## Етимологија
Име „Николија” је настало од имена „Никола” (као његова варијанта), а које води порекло из грч. Νικόλαος (од речи νίκη [níkē] — „победа” и λαός [laós] — „народ”).

## Распростирање
Према подацима из 2014, јавља се (поређано према броју особа) у: Србији, Босни и Херцеговини, Северној Македонији, Словенији, Хрватској, Немачкој, на територији Републике Косово, у Црној Гори, Шведској, Аустрији, Швајцарској, Сједињеним Америчким Државама и Грчкој.

## Значајне особе
Списак значајних особа под именом Николија:
- Николија Јовановић, српска ритам и блуз певачица, реперка и модел